# 1977年ラグビースコットランド代表の日本遠征
1977年ラグビースコットランド代表の日本遠征では、1977年9月にスコットランド代表が日本に遠征し日本代表とのテストマッチを含む計3試合が組まれた。

## 試合日程・結果
| 日時          | 会場                     | ホーム         | スコア | アウェイ       |
| ------------- | ------------------------ | -------------- | ------ | -------------- |
| 1977年9月12日 | 旧国立競技場（東京都）   | 早大・明大連合 | 13-59  | スコットランド |
| 1977年9月15日 | 花園ラグビー場（大阪府） | 日本選抜       | 16-50  | スコットランド |
| 1977年9月18日 | 旧国立競技場（東京都）   | 日本           | 9-74   | スコットランド |